# Chimarra lupialae
Chimarra lupialae är en nattsländeart som beskrevs av Jacquemart 1961. Chimarra lupialae ingår i släktet Chimarra och familjen stengömmenattsländor. Inga underarter finns listade i Catalogue of Life.